# Хаджи Махмуд бей джамия
Хаджи Махмуд бей джамия (на македонска литературна норма: Хаџи Махмуд Беј џамија; на турски: Hacı Mahmud Bey Cami) е мюсюлмански храм от XVI век, намиращ се на чаршията в град Битоля, Северна Македония.

## Местоположение
Джамията е разположена на Рибния пазар, близо до река Драгор. По времето на Евлия Челеби тази част на пазара е на чекръкчиите и шивачите.

## История
Джамията е построена в 928 година от хиджра, тоест 1521/1522 година от Рождество Христово. В 1873 година е обновена. В 1074 от хиджра (1663 година от Рождество Христово) при джамията е регистрирано медресе. Джамията е построена от Хаджи Махмуд бей, деспотичен управител на Битоля. За издръжката на комплекса Махмуд бай учредява вакъф от 300 000 торби с по 500 аспри, 10 магазина и 10 къщи, приходите от битолските села Буково и Орехово, 9 магазина и 2 хамама в Берат и Шкодра.
Комплексът се е състоял от джамия, медресе с религиозно училище дар юл хадис, събян мектеб, библиотека, хан със складове и чешма. Комплексът е обновен в 1641 година. В 1715 година е частично поправен. В 1719 година медресето отново е поправено и в 1864 година, след големия пожар в града, отново са извършени ремонтни дейности. На мраморната плоча над главния вход пише „Обновена в 1293, 24 раби ал авал“ (19 април 1875). През Първата световна война комплексът пострадва силно, особено медресето. В 1996 година при земетресение горната част на минарето, изградено в селджукски стил, се срива. Добре запазен е ханът от XVIII век с вътрешен двор и голяма порта и няколко куполни сгради.
Джамията е в Селджукски (Бурсенски) стил – квадратна молитвена зала с купол на пендантиви и минаре с полихромна украса. Интериорът на молитвената зала е с размери 11,50 на 11,50 m с масивни стени от два реда тухли и един ред камък. Осветлението е оскъдно от осем долни и шест горни прозореца. Михрабът е проста ниша със стуко сталактитна декорация, а отдясно е разрушеният минбар, украсен с геометрически фигури в стуко. Полукръглият купол на пендантиви има осмоъгълен барабан, украсен с камъни и тухли във вид на пчелна пита. Минарето е на западния ъгъл на молитвената зала. То има многоъгълна основа и 12-стенен стълб от редове тухли и камък. Мраморният парапет на шерефето е украсен със стихове от Корана. Най-забележителна е била рухналата горна част на минарето със зигзагообразната и шестоъгълна украса в традиционен селджукски стил.